# Primera División (Chile) 1952
Die Primera División 1952, auch unter dem Namen 1952 Campeonato Nacional de Fútbol Profesional bekannt, war die 20. Saison der Primera División, der höchsten Spielklasse im Fußball in Chile.
Die Meisterschaft gewann das Team von Everton. Es war der zweite Meisterschaftstitel für den Klub.

## Modus
Die Teams spielen jeder gegen jeden mit Hin- und Rückspiel sowie ein weiteres Spiel. Sieger ist die Mannschaft mit den meisten Punkten. Bei Punktgleichheit entscheidet das Torverhältnis. Sind die beiden besten Teams punktgleich, so gibt es ein Entscheidungsspiel.

## Teilnehmer
Die zwölf Teams der Vorsaison nahmen auch wieder in dieser Saison teil. Neun Teams kommen aus der Hauptstadt Santiago, dazu spielen die Santiago Wanderers aus Valparaíso, Everton aus Viña del Mar und Deportes Iberia aus Conchalí in der Liga.

## Tabelle
| Pl.                       | Verein               | Sp. | S  | U  | N  | Tore    | Diff. | Punkte |
| ------------------------- | -------------------- | --- | -- | -- | -- | ------- | ----- | ------ |
| 1.                        | Everton              | 33  | 22 | 4  | 7  | 078:480 | +30   | 48     |
| 2.                        | CSD Colo-Colo        | 33  | 17 | 11 | 5  | 068:450 | +23   | 45     |
| 3.                        | Ferrobadminton       | 33  | 14 | 8  | 11 | 065:550 | +10   | 36     |
| 4.                        | Audax Italiano       | 33  | 13 | 10 | 10 | 059:520 | +7    | 36     |
| 5.                        | Unión Española (M)   | 33  | 12 | 11 | 10 | 068:590 | +9    | 35     |
| 6.                        | Santiago Morning     | 33  | 14 | 5  | 14 | 064:650 | −1    | 33     |
| 7.                        | CD Magallanes        | 33  | 13 | 7  | 13 | 063:710 | −8    | 33     |
| 8.                        | Universidad Católica | 33  | 10 | 9  | 14 | 059:640 | −5    | 29     |
| 9.                        | Universidad de Chile | 33  | 11 | 7  | 15 | 051:650 | −14   | 29     |
| 10.                       | Santiago Wanderers   | 33  | 9  | 9  | 15 | 061:620 | −1    | 27     |
| 11.                       | Deportes Iberia      | 33  | 8  | 7  | 18 | 070:890 | −19   | 23     |
| 12.                       | CD Green Cross       | 33  | 7  | 8  | 18 | 057:880 | −31   | 22     |
| Quelle: , Stand: Endstand |                      |     |    |    |    |         |       |        |

## Beste Torschützen
| Rang | Spieler       | Klub    | Tore |
| ---- | ------------- | ------- | ---- |
| 1    | René Meléndez | Everton | 30   |